# Burnout 3: Takedown
Burnout 3: Takedown – komputerowa gra wyścigowa, trzecia część serii Burnout. Polega na ściganiu się z przeciwnikami lub niszczeniu jak największej liczby samochodów.

## Tryby gry
- Race – typowy wyścig: należy dojechać na pierwszym miejscu.
- Grand Prix (GP) – jest to seria składająca się z trzech albo czterech wyścigów.
- Eliminator – jest to wyścig składający się z 5 okrążeń. Na każdym okrążeniu odpada ostatni kierowca.
- Face Off – wyścig 1 na 1. Po wygranej odblokowuje się samochód przeciwnika.
- Road Rage – polega na zniszczeniu jak największej liczby przeciwników.
- Preview Lap/Burning Lap – polega na jak najszybszym przejeździe jednego okrążenia.
- Special Events – jest to to samo, co Preview Lap/Burning Lap lub GP, lecz z nagrodą w postaci pocztówki za pierwsze miejsce.
- Crash Events – polega na zdobyciu jak największej liczby punktów za uszkodzenia innych pojazdów[2].